# مقاطعة جونز (تكساس)
مقاطعة جونز (بالإنجليزية: Jones  County)‏ هي إحدى المقاطعات في ولاية تكساس، الولايات المتحدة الأمريكية، يبلغ عدد سكانها 20,202 نسمة طبقا لإحصاء عام 2010 .

موقع المقاطعة في ولاية تكساس

## أعلام
- كينغسلي ديفيس